# 大川豊
大川 豊（おおかわ ゆたか、1962年〈昭和37年〉2月14日 - ）は、日本のお笑いタレント、プロモーター。大川興業代表取締役総裁。東京都豊島区出身。愛称は総裁、大川総裁。

## 来歴
東京都豊島区に生まれ、板橋区常盤台に育つ。東京都立豊島高等学校・明治大学商学部卒業。英語とドイツ語が堪能な母親が在日米軍基地キャンプ・ドレイクで働いており、幼少時はいつも米国人と一緒にいた影響で自分の主張ははっきり述べる人物に育つ。デーモン閣下とは、「世を忍ぶ仮の」大学時代からの友人。大学は違っていたが、毎日のように会っていたという。
明治大学在学中の1983年、学生パフォーマンス集団「大川興業」を結成し、『ラブアタック!』などのテレビ番組出演を行いセミプロタレント的な存在となる。
その後、就職活動で153社の試験に落ち、1985年に自ら大川興業株式会社を正式に設立。代表取締役となり、自分自身に内定を出す。
過激すぎてテレビに呼ばれなくなり、劇団化した集団を率いてナンセンス・風刺系演劇に多数出演。また事務所の代表取締役総裁としても活動し、江頭2:50、松本ハウスなどを送り出している。
また、週刊プレイボーイなどの雑誌での政治家や有名人との対談や、北朝鮮やイラクなど政治的に話題となっている場所への訪問、アメリカでの会社設立などを行う。大学時代から重ね続けている借金をネタに「ぴあ」で連載されたコラム『金なら返せん!』が書籍化されヒット。
1999年に『週刊プレイボーイ』10月26日号で、防衛政務次官（当時）西村眞悟と対談した際は西村から暴言が飛び出す事態に遭う。大川はマスコミへのコメントを避け、誌面で西村を「それにしても西村氏にはできれば辞職してほしくなかった。西村氏が問題提起しようとしていた話は堂々と国会の場で討論して、政策論争を展開しないと意味がない」と擁護した。
2001年、自民党の総裁選挙に合わせて行われた大川興業総裁選挙で江頭2:50に敗れ、総裁の座を譲る。その後、2006年に返り咲く。2009年、民主党への政権交代後、当時の鳩山由紀夫首相がフリーの記者にも首相・閣僚の記者会見を公開したことを契機に、首相・閣僚の記者会見へ出席するようになり、閣僚らへの質問も行っている。

## 人物像

### 芸風
政治や経済、社会問題を中心として様々な事象にサブカルチャー的なスタンスで接近し、それをネタとして雑誌のコラムや大川興業の舞台公演で展開。舞台では放送できない過激な風刺や下ネタを織り交ぜる。これは大川興業の特色とも一致しており、その舞台内容は慣れない人が観ると「一つも（一般向けに）書ける内容のものがない」ほど「危険」なものである。ネタ収集のため、現在までに平壌、バグダッド、聖火リレー時の善光寺、SEXPOなどに出かけた。
学生集団では硬派な上下関係を演じていたため、そのキャラクター作りから常に尊大な喋り方をする。そうした点もあって自身や周りの芸能人は「総裁」と呼ぶ。
事務所代表としては、他の芸能事務所が絶対に採用しないような人物を度々採用する。その人物の弱点なども個性や芸風に昇華させてしまうところがあり、オーディションの二次試験で見せる芸を持たずマルチ商法の実演販売を見せた江頭2:50、精神病患者の施設「ハウス」から来たと言うハウス加賀谷、路上生活をしていた阿曽山大噴火などが挙げられる。こうした大川の思想は自身のコラムなどでも垣間見られる。
「乳首にヘリコプターをつけて飛ばしなさい。ビーチクヘリ」「掃除機で股間を吸う。バキュームボール」などといったアドバイスを所属芸人にする。

### 私生活・嗜好
学生時代から“金欠”エピソードを発信しているが、事務所が軌道に乗った以降はそれ自体がネタである可能性が高く、自らは駒沢通り近くの高級住宅街に居を構えている。
153社の就職活動に失敗した背景には、次の理由が挙げられる。
1. 自分が会社を面接し、選ぶ立場を貫いていた。
2. 会社に入って儲けさせてやろうと考えていたため、面接の段階でその会社の企業的弱点を指摘し提案をしていた（例：面接時に土地を買い漁っていたダイエーに対し、土地の価値は崩壊するから商品の流通に力を注ぐよう提言）。

153社の就職活動で、大川の指摘した企業的弱点とその改善提案で「今にして考えて当たっていた」ものは大川曰く半分以下との事。政治・経済への知識はかなりのものであり、上にあるようにネタも関連したものであるのだが、放送に耐えられない内容のものが多い。
上場企業が経営破綻した際に当該企業の株を購入する“倒産株マニア”でもある。山一證券の株を2円で購入していたため、同社最後の株主総会に出席することができた。
選挙にも関心が深く、特に大川が「インディーズ候補」と呼ぶ泡沫候補の紹介や取材に熱心である。そのイメージが強くなったためか、縁のない土地へ仕事に行きそこで偶然地方選挙が行われていると、その地の住人から当選予想を聞かれたりするという。新党さきがけ（2002年までに事実上解散）の党員であったことがある。また平沢勝栄の選挙を取材した時は、住所を聞かれ「（当時は）小岩です」と答えた。小岩は平沢の選挙区（東京都第17区）内であるため、急遽平沢と握手したという。
2016年6月5日に出演した「ワイドナショー」で、既婚者で子供がおり、孫も二人いることを明かした。

## 著書
- 『空腹の科学』※タイトルは「幸福の科学」のパロディ（宝島社、1991年11月）
- 『金なら返せん！　大川総裁の借金返済日記　地の巻』（ぴあ、1994年11月、ISBN 978-4892150371）
  - 『金なら返せん！　大川総裁の借金返済日記　人の巻』（ぴあ、1996年3月、ISBN 9784-892150418）
  - 『金なら返せん! 天の巻 』（幻冬舎アウトロー文庫）（幻冬舎、1997年10月、ISBN 978-4877285050）
  - 『金なら返せん!―大川総裁の借金返済日記 ビッグバンの巻〈上〉』（ぴあ、1999年3月、ISBN 978-4892150562）
  - 『金なら返せん!―大川総裁の借金返済日記 完結編 金メダル』（ぴあ、2000年11月、ISBN 978-4835600116）
- 『誰が新井将敬を殺したか』（太田出版、1998年7月、ISBN 978-4872334104）
- 『総裁は何もしない』（太田出版、1999年2月、ISBN 978-4872334425）
- 『お笑いテロリスト大川総裁がゆく!』（新潮OH!文庫）（新潮社、2002年7月、ISBN 978-4102901656）
- 『官の錬金術―失業保険1兆円はどこへ消えたか』（WAVE出版、2005年11月、ISBN 978-4872902372）
- 『日本インディーズ候補列伝』（扶桑社、2007年7月、ISBN 9784594053970）

共著
- 『日本のリーダーには、武器を持つ覚悟はあるのか!?』（ワニブックスPLUS新書） （佐藤正久との共著、ワニブックス、2013年6月、ISBN 978-4847065408）

## 雑誌連載
- 『大川総裁の受信交信送信発信』（月刊ラジオライフ、三才ブックス） - 無線などを扱う雑誌での連載コラム。福知山線事故、愛・地球博、阿曽山大噴火などについて書いた。2004年9月号から2005年10月号までの全14回。